# Líně
Líně är en ort i Tjeckien.   Den ligger i regionen Plzeň, i den västra delen av landet, 90 km sydväst om huvudstaden Prag. Líně ligger 337 meter över havet och antalet invånare är 2 311.
Terrängen runt Líně är huvudsakligen platt, men åt sydost är den kuperad.Runt Líně är det ganska tätbefolkat, med 111 invånare per kvadratkilometer. Närmaste större samhälle är Plzeň, 10,5 km nordost om Líně. Trakten runt Líně består till största delen av jordbruksmark.